# Сім'я Грищенків
«Сім'я́ Гри́щенків» (рос. Семья Грищенков) — анімаційно-аполітичний вебсеріал у форматі флеш анімації, створений в Україні російським тележурналістом та сатириком Віктором Шендеровичем. Герої серіалу розмовляють російською, суржиком та українською. Серії виходили у 2003—2004 роках на вебсайті проекту.
Спонсорами серіалу виступили інтернет-газета «ForUm» та компанія «Суспільний діалог» (рос. «Общественный диалог»), якій українські журналісти приписували «донецькі» зв'язки з Донецьким кланом Януковича та Ахмєтова. Серіал закрили наприкінці грудня 2004 року після перемоги Віктора Ющенка на виборах президента України та раптового «зникнення» спонсорів серіалу.

## Синопсис
Головна ідея проекту — в іронічній формі показати політичні події в Україні з погляду звичайного виборця. Герої фільму — українська сім'я: дружина Галя, її чоловік Петро, прогресивні діти Оксана і Вітя, батько-комуніст Степан Петрович, альтруїстична теща Ніна Іванівна та собака Ляля.

## Творці
- Автор ідеї: Віктор Шендерович
- Керівник проекту: Олег Хаврук
- Сценаристи: Ян Таксюр, Олександр Володарський, Євген Кузьменко, Едуард Полозок та Тимур Литовченко.[5][6]
- Режисери-аніматори: Степан Коваль, Адріан Сахалтуєв, Марина Пашковська
- Виконавчий продюсер: Лариса Коновалова
- Маляри-аніматори: Олег Хаврук, Лєбєдєв Олексій, Дмитро Потіха, Тетяна Ніколаєнко, Олександр Сінєльніков

## У ролях
У озвученні проекту брали участь:
| Персонаж                 | Мова персонажа                         | Опис персонажа | Актор озвучення     |
| ------------------------ | -------------------------------------- | --- | ------------------- |
| Петро Грищенко           | Україномовний персонаж                 | Голова сімейства син Степана Петровича зять Ніни Іванівни чоловік Галі батько Оксани та Віті. Прихильник Віктора Ющенка та партії Наша Україна            | Юрій Коваленко      |
| Галя Грищенко            | Російськомовний/суржикомовний персонаж | Дружина Петра донька Ніни Іванівни невістка Степана Петровича мати Оксани та Віті. Прихильниця Леоніда Кучми, Віктора Януковича та партії Партія регіонів | Катерина Коновалова |
| Ніна Іванівна            | Суржикомовний персонаж                 | Мати Галі теща Петра сваха Степана Петровича бабуся Оксани та Віті. Прихильниця Юлії Тимошенко та партії Батьківщина                                      | Тамара Яценко       |
| Степан Петрович Грищенко | Російськомовний персонаж               | Батько Петра свекор Галі сват Ніни Іванівни дідусь Оксани та Віті. Прихильник Петра Симоненка та партії Комуністична партія України                       | Юрій Коваленко      |
| Оксана Грищенко          | Російськомовний персонаж               | Вісімнадцятилітня донька Петра та Галі онучка Ніни Іванівни та Степана Петровича сестра Віті. Аполітична, прихильниця дискотек                            | Катерина Коновалова |
| Вітя Грищенко            | Російськомовний персонаж               | Дванадцятилітній син Петра та Галі онук Ніни Іванівни та Степана Петровича брат Оксани. Аполітична, прихильник фільму «Матриця»                           | Катерина Коновалова |
| Гриша                    | Суржикомовний персонаж                 | сусід сім'ї Грищенків | Євген Сенчуков      |
| Ляля                     | -                                      | пес сім'ї Грищенків | -                   |

## Список епізодів
- Серія 0: Знайомство
- Серія 1: Подарунок зі Львова
- Серія 2: Потоп
- Серія 3: Простір і кохання
- Серія 4: Дума про рейтинг
- Серія 5: Гордіїв Тузел
- Серія 6: Пропав пес
- Серія 7: Тримай олігарха!
- Серія 8: Пляшка з листом
- Серія 9: Матриця Перематриця
- Серія 10: Посилка для президента
- Серія 11: З Новим роком!
- Серія 12: Діти — квіти життя
- Серія 13: Помилка Пresidenta, частина 1
- Серія 13: Помилка Пresidenta, частина 2
- Серія 13: Помилка Пresidenta, частина 3
- Серія 14: Сивина в голову
- Серія 15: Свободу Папузі!
- Серія 16: Для милих панянок
- Серія 17: Податки й заручники
- Серія 18: Ітітькалатіть, Частина 1
- Серія 18: Ітітькалатіть, Частина 2
- Серія 19: Вітаннячко, я ваша… дядько, Частина 1
- Серія 19: Вітаннячко, я ваша… дядько, Частина 2
- Серія 19: Вітаннячко, я ваша… дядько, Частина 3
- Серія 19: Вітаннячко, я ваша… дядько, Частина 4
- Серія 19: Вітаннячко, я ваша… дядько, Частина 5
- Серія 20: Вибухова хвиля, Частина 1
- Серія 20: Вибухова хвиля, Частина 2
- Серія 21: Золота Рибка, Частина 1
- Серія 21: Золота Рибка, Частина 2
- Серія 22: Що таке добре?
- Серія 23: Вперед і з піснею
- Серія 24: Агітбригада, частина 1
- Серія 24: Агітбригада, частина 2
- Серія 24: Агітбригада, частина 3
- Серія 25: Спляча красуня, Частина 1
- Серія 25: Спляча красуня, Частина 2
- Серія 26: Політичне караоке
- Серія 27: Всі на вибори! Частина 1
- Серія 27: Всі на вибори! Частина 2
- Серія 27: Всі на вибори! Частина 3
- Серія 28: Битва за електорат
- Серія 29: Теле-міст, Частина 1
- Серія 29: Теле-міст, Частина 2
- Серія 30: Підіймайся, величезна країно…

## Реліз
Дві перші серії серіалу були представлені журналістам 23 вересня 2003 року у прес-центрі Національного Палацу «Україна». Публічний реліз першої серії під назвою «Знайомство» відбувся 25 вересня 2003 року на сайті проєкту. Остання. 31-та серія під назвою «Підіймайся, величезна країно…» з'явилася наприкінці грудня 2004 року.

## Цензурування 25 серії з «Януковичем— Дартом Вейдером»
22 вересня 2004 на офіційному сайті з'явилася 25-та серія під назвою «Спляча красуня, Частина 2», де серед іншого був зображений Янукович у образі Дарта Вейдера. Через день, 23 вересня 2004 року, оригінальна версія 25-ї серії зникла з офіційного сайту, а замість неї завантажили нову версію де вигляд Віктора Ющенка та Віктора Януковича був кардинально змінений.
Вигляд Ющенка спростили, зробили його «придуркуватим», збільшили його голову майже вдвічі та віддали йому більшу частину колишнього обладунку Януковича з попередньої версії: замість розкішного металевого обладунку йому дали простий шкіряний середньовічний обладунок, який до цього мав Янукович в оригінальній версії, Ющенківський оригінальний шолом з двома пір'їнами, жовтою та синьою, замінили на чудернацький шолом з підковою вгорі розміщеною догори дриґом; замість списа йому дали двосічну сокиру — точну копію тої сокири що у минулі версії була у Януковича, а замість щита — що початково мав тризуба на жовто-блакитному фоні — Ющенкові дали просто жовто-блакитний щит без тризубу.
Вигляд Януковича суттєво покращили і віддали йому більшу частину колишнього обладунку Ющенка з попередньої версії: замість лицаря у простому шкіряному середньовічному обладунку з типовим шоломом Дарта Вейдера з помаранчево-чорним клітчастим щитом кольорів Шахтаря та двосічною сокирою що пізніше перетворюється спочатку на жердину з понівеченим українським прапором, а згодом на червоний світловий меч Сітха, з Януковича зробили надзвичайно кремезного лицаря із вишуканим металічним лицарським обладунком з довгим мечем, шоломом з двома пір'їнами, жовтою та синьою — точною копією того шолома з двома пір'їнами що у минулій версії був на Ющенкові — та щитом з гербом Донецької області.
Вигляд Симоненка мінімально модифікували — нагорі шолома замість помаранчевих пір'їн розташували червону зірку.

## Реакція критиків
Ще до появи першої серії серіалу у мережі поширювалися різні чутки щодо замовників, джерела фінансування та можливої політичної заангажованості проекту. Та творець серіалу — російський тележурналіст та сатирик Віктор Шендерович — відкидав усі звинувачення, заявляючи що проект аполітичний.

Загалом українські кінокритики негативно оцінили вебсеріал. Так, після релізу перших кількох серії кінокритик видання Голос України Віталій Жежера підсумував, що серіал являє типовий київський українофобський погляд на Україну, зазначивши, що
Грищенки ця сім'я не так «типово українська», як «типово-київська» — з властивою Києву вічною вторинністю, тупою бандерофобією й не менш тупим декоративним українолюбством".
А кінокритик видання День Ольга Стельмашевська назвала героїв серіалу
…збірним образ типових жителів якої-небудь Троєщини чи Борщагівки з усіма властивими їм манерами: починаючи з «руско-украєнського» акценту, закінчуючи зовнішнім виглядом і схемою поведінки",
Жарти серіалу Стельмашевська назвала «натягнутим сумнівним гумором у дусі [інтерівської телепередачі] „Золотий гусак“».